# Rapallo
Rapallo és un municipi italià, situat a la regió de la Ligúria i a la ciutat metropolitana de Gènova. L'any 2006 tenia 30.313 habitants.

## Història
El primer nucli habitat sembla trobar-se a prop del 700 aC, la qual cosa es va determinar a partir del descobriment l'any 1911 d'una tomba antiga, en l'actual sector de "Santa Anna".
En les excavacions van ser trobats diversos objectes sagrats, entre ells una urna cineraria en terracota amb creu gammada, que conté alguns ossos humans, una punta de llança en ferro, un got i un braçalet d'or en forma de serp. Dona els primers estudis efectuats sobre els ossos és possible determina que són d'un home d'origen etrusc o grec. El material s'ha perdut i no s'ha pogut confrontar amb els nous descobriments prehistòrics de la necròpolis veïna a Chiavari, deixant en la incertesa els orígens dels primers habitants del poblat. 

L'any 643 el rei Rotari, sobirà de Longobardi, després d'haver conquerit les terres de la Ligúria, probablement entre Zoagli i Rapallo, posicionà un destacament militar per a la defensa en contra dels seus rivals romans d'Orient, mentre els Ambrosiano-els aluados de Sant'Ambrogio, van constituir el primer temple religiós a la Piève Ambrosiana, una de les més antigues de la Ligúria, al costat de les de Uscio, Pieve Ligure i Recco.
El 15 de març de 1922, aquesta població fou la seu d'un tractat germano-rus de cooperació, l'objectiu del qual era trencar, amb la cooperació mútua, el bloqueig que patien ambdues potències.

## Personatges il·lustres
- Renato Bacigalupo (1908 – 1979), nedador